# Cantonul Falaise-Nord
Cantonul Falaise-Nord este un canton din arondismentul Caen, departamentul Calvados, regiunea Basse-Normandie, Franța.

## Comune
| Comune                                                                                | Populație (1999) | Cod poștal | Cod INSEE |
| ------------------------------------------------------------------------------------- | ---------------- | ---------- | --------- |
| Aubigny                                                                               | ...              | 14700      | 14025     |
| Bonnœil                                                                               | ...              | 14700      | 14087     |
| Bons-Tassilly                                                                         | ...              | 14420      | 14088     |
| Cordey                                                                                | ...              | 14700      | 14180     |
| Le Détroit                                                                            | ...              | 14690      | 14223     |
| Falaise                                                                               | ... (1)          | 14700      | 14258     |
| Fourneaux-le-Val                                                                      | ...              | 14700      | 14284     |
| Les Isles-Bardel                                                                      | ...              | 14690      | 14343     |
| Leffard                                                                               | ...              | 14700      | 14360     |
| Les Loges-Saulces                                                                     | ...              | 14700      | 14375     |
| Martigny-sur-l'Ante                                                                   | ...              | 14700      | 14405     |
| Le Mesnil-Villement                                                                   | ...              | 14690      | 14427     |
| Noron-l'Abbaye                                                                        | ...              | 14700      | 14467     |
| Pierrefitte-en-Cinglais                                                               | ...              | 14690      | 14501     |
| Pierrepont                                                                            | ...              | 14690      | 14502     |
| Potigny                                                                               | ...              | 14420      | 14516     |
| Rapilly                                                                               | ...              | 14690      | 14531     |
| Saint-Germain-Langot                                                                  | ...              | 14700      | 14588     |
| Saint-Martin-de-Mieux                                                                 | ...              | 14700      | 14627     |
| Saint-Pierre-Canivet                                                                  | ...              | 14700      | 14646     |
| Saint-Pierre-du-Bû                                                                    | ...              | 14700      | 14649     |
| Soulangy                                                                              | ...              | 14700      | 14677     |
| Soumont-Saint-Quentin                                                                 | ...              | 14420      | 14678     |
| Tréprel                                                                               | ...              | 14690      | 14710     |
| Ussy                                                                                  | ...              | 14420      | 14720     |
| Villers-Canivet                                                                       | ...              | 14420      | 14753     |
| Pont-d'Ouilly                                                                         | ...              | 14690      | 14764     |
| (1) La fraction de commune située sur ce canton (population municipale totale : ...). |                  |            |           |